# Siodełkowy Potok
Siodełkowy Potok (słow. Sedielkový potok) – potok płynący Doliną Ważecką w słowackich Tatrach Wysokich. Źródła potoku znajdują się w południowych stokach Siodełkowej Kopy. Płynie na południe w kierunku Wielkiego Złomiskowego Potoku, przepływa wschodnim skrajem Polany pod Babą. Przecina Magistralę Tatrzańską nieco powyżej miejsca, w którym wpada do Małego Złomiskowego Potoku, uchodzącego nieopodal do Wielkiego Złomiskowego Potoku.
Nazwa Siodełkowego Potoku pochodzi od dawnej nazwy Siodełkowej Kopy – Siodełka.

## Szlaki turystyczne
– znakowana czerwono Magistrala Tatrzańska na odcinku łączącym Trzy Źródła z Doliną Ważecką i Furkotną oraz Szczyrbskim Jeziorem.
- Czas przejścia od Trzech Źródeł do rozdroża przy Jamskim Stawie: 1:20 h w obie strony
- Czas przejścia od rozdroża przy Jamskim Stawie do rozdroża w Dolinie Furkotnej: 40 min w obie strony

  – niebieski szlak rozpoczynający się przy Tatrzańskiej Drodze Młodości (przystanek Biały Wag) i prowadzący dolną częścią Doliny Ważeckiej do Magistrali, potem razem z nią na krótkim odcinku do Jamskiego Stawu i dalej w stronę Krywania.
- Czas przejścia od początku szlaku do rozdroża przy Jamskim Stawie: 1:45 h, ↓ 55 min
- Czas przejścia od rozdroża na Krywań: 2:30 h, ↓ 2 h